# Space Weather Follow On-Lagrange 1
Space Weather Follow On-Lagrange 1, également connu par son acronyme SWFO-L1, est une mission spatiale qui a pour objectif de recueillir des données sur la météorologie spatiale afin de surveiller et prédire les tempêtes solaires. il reprend ainsi le rôle du satellite SoHO et d'autres satellites arrivant en fin de vie. La mission de SWFO-L1 est gérée par l'agence météorologique américaine NOAA. Le satellite est conçu par la société Ball Aerospace & Technologies et ses instruments sont fournis par différents instituts de recherche et industriels. Il sera placé vers 2025 au point de Lagrange L1 du système Terre-Soleil. Il embarque un coronographe et des instruments mesurant les caractéristiques locales du vent solaire et du champ magnétique interplanétaire. La mission est conçue pour durer 10 ans (mission primaire 5 ans).

## Contexte
Les prévisions de la météorologie de l'espace, dont l'objectif est d'anticiper les éruptions solaires pour préserver notamment les équipements électroniques des satellites en orbite autour de la Terre, dépendent d'observatoires spatiaux américains et européens. Tous ceux-ci ont largement dépassé la durée de vie pour laquelle ils avaient été conçus :
- Pour la surveillance des éruptions solaires, l'instrument LASCO embarqué sur l'observatoire SoHO développé conjointement par la NASA et l'Agence spatiale européenne qui a largement dépassé sa durée de vie prévisionnelle (lancé en 1995)  ainsi que l'instrument SECHNI des satellites STEREO (2006) également en sursis.
- Pour la mesure du champ magnétique interplanétaire, les instruments MAG du satellite de la NASA ACE  hors d'âge (en orbite depuis 1996), l'instrument PLASMAG du satellite de la NASA DSCOVR, qui a dépassé sa durée de vie opérationnelle depuis 2020, et le magnétomètre des satellites météorologiques géostationnaires américains GOES.
- Pour la mesure du vent solaire, les instruments SWEFAM du satellite ACE  et PLAMASG de DISCOVR tous deux en sursis.

## Historique du projet
Compte tenu de l'obsolescence des satellites chargés de la surveillance de la météorologie de l'espace, la NOAA (l'agence spatiale américaine qui est chargée des prévisions météorologiques et de la gestion des satellites météorologiques des États-Unis) lance en 2020 le développement d'un observatoire prenant en charge toutes les fonctions de surveillance assurées par les engins spatiaux en fin de vie. La future mission est baptisée Space Weather Follow On-Lagrange 1 (en français Successeur pour la météorologie spatiale - Lagrange 1) ou SWFO-L1. De son côté l'Agence spatiale européenne a confirmé en 2022 le développement de la mission Vigil devant remplir la même mission mais cet engin spatial ne sera pas opérationnel avant 2031. En juin 2020 la NOAA passe commande du satellite SWFO-L1 pour un montant de 96,6 millions US$ auprès du constructeur spatial Ball Aerospace. Cette société est chargée de développer la plateforme, l'assembler avec les instruments fournis par plusieurs instituts de recherche, effectuer les tests d'intégration du satellite et gérer les opérations une fois le satellite en orbite. La fourniture d'un centre de contrôle de contrôle et d'autres équipements terrestres dédié au  satellite SWFO-L1 est commandée en 2021 auprès de la société L3Harris pour un montant de 44 millions US$.
Selon les plans définis en 2024, la NOAA envisage de développer rapidement deux missions baptisées L1 Series et destinées à épauler SWFO-L1 à compter respectivement de 2029 et 2032. Ces engins spatiaux emporteront en plus de la charge utile équipant SWFO-L1 deux instruments analysant le rayonnement X.
| Satellite | Agence spatiale | Date lancement | Orbite                 | Fonction principale                                      | Fin de vie prévue | Commentaire                                     |
| --------- | --------------- | -------------- | ---------------------- | -------------------------------------------------------- | ----------------- | ----------------------------------------------- |
| SoHO      | NASA/ESA        | 1995           | Point de Lagrange L1   | Imagerie des éjections de masse coronale                 | 2025              | Durée limitée par la quantité d'ergols restante |
| ACE       | NASA            | 1997           | Point de Lagrange L1   | Vent solaire                                             | 2026              | Durée limitée par la quantité d'ergols restante |
| DSCOVR    | NOAA            | 1995           | L1                     | Vent solaire                                             | 2026              |                                                 |
| GOES-U    | NOAA            | 1995           | Orbite géostationnaire |                                                          | 2040              | Éclipses périodiques découlant de l'orbite.     |
| SWFO-L1   | NOAA            | 2025           | Point de Lagrange L1   | Vent solaire et Imagerie des éjections de masse coronale | 2035              |                                                 |
| Vigil     | ESA             | 2031           | Point de Lagrange L5   | Vent solaire et Imagerie des éjections de masse coronale |                   |                                                 |

## Objectifs de la mission
SWFO-L1 a pour objectif de collecter des données sur le vent solaire et de prendre des images sur la couronne solaire qui seront utilisés par la NOAA pour surveiller et prédire les éruptions solaires et reprendre ainsi notamment le rôle de SoHO qui arrive en fin de vie. 

## Caractéristiques techniques
SWFO-L1 est un satellite stabilisé sur 3 axes de 390 kilogrammes. Son énergie est fournie par des panneaux solaires d'une superficie de 3,95 m². La propulsion est prise en charge par quatre moteurs-fusées à ergols liquides ayant une poussée initiale de 5 Newtons et dont l'axe de poussée est incliné de 5° par rapport à l'axe du central de l'engin spatial. Ces moteurs, qui brulent de l'hydrazine pressurisé initialement par de l'azote, fonctionnent en mode blowdown aussi leur poussée décroit progressivement jusqu'à atteindre le tiers de leur valeur initiale à l'épuisement du réservoir. Celui-ci contient 72 kilogrammes d'ergols. Pour remplir l'ensemble des manoeuvres à réaliser en 10 ans (correction de trajectoire durant le transit Terre-Point de Lagrange, insertion en orbite autour du point de Lagrange, correction de l'orbite durant la phase opérationnelle) la propulsion dispose d'une capacité totale de changement de vitesse supérieure à 300 m/s.

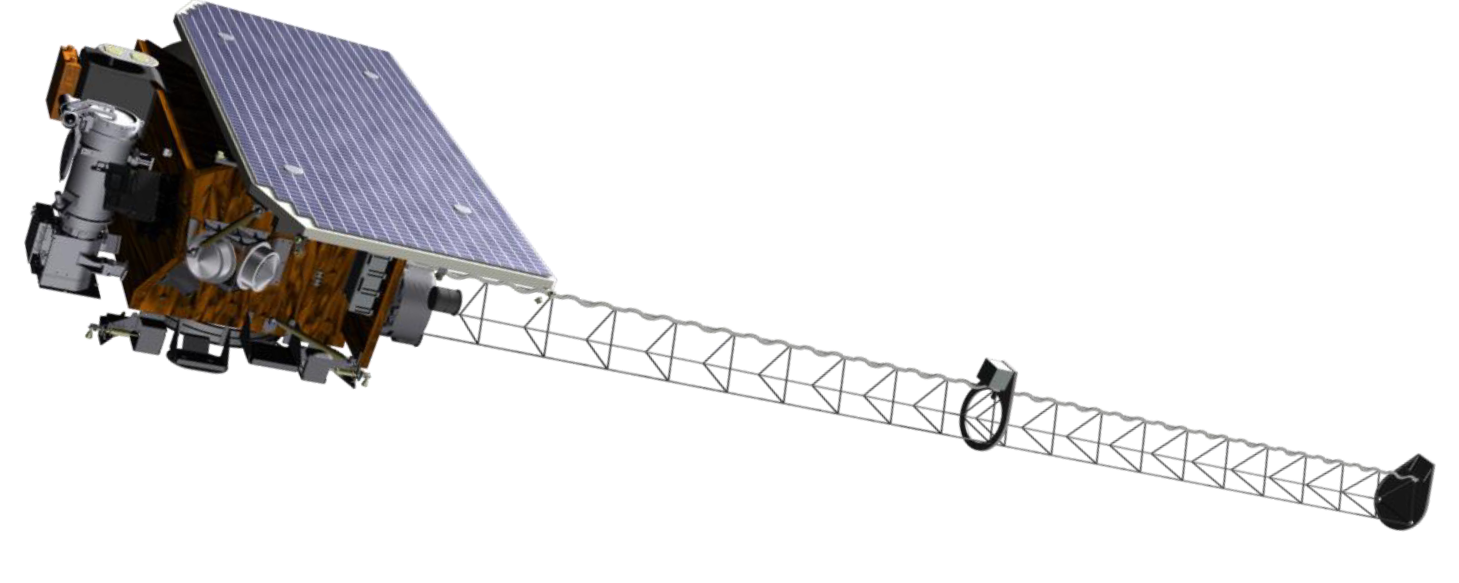
Vue d'artiste de SWFO-L1.

### Instruments
Pour remplir ces objectifs, le satellite est équipé de quatre instruments :

#### Détecteur plasma du vent solaire SWIPS
L'instrument SWiPS (Solar Wind Plasma Sensor), dont deux exemplaires sont installés à bord de l'engin spatial, mesure la vitesse, la densité et la température des ions du vent solaire. L'instrument effectue ses mesures toutes les 60 secondes avec un temps de latence de 300 secondes. Il permet de mesure des vitesses comprises entre 200 et 2500 km/s. La masse de l'instrument est de 5,4 kg et il consomme au maximum 7,7 watts.

#### Coronographe CCOR-2
Le coronographe CCOR-2 (Compact Coronagraph) développé par le laboratoire Naval Research Laboratory doit permettre d'observer les éruptions solaires à la surface de notre astre. C'est une version améliorée (champ de vue plus étendu) du coronographe CCOR-1 embarqué sur le satellite GOES-U. Le recueil des données ne sera pas affecté par les éclipses qui dégradent les images prises par GOES durant 42% du temps. L'image porte sur la portion de la couronne solaire comprise entre 3 et 23,5 rayons solaires. L'instrument prend une image toutes les 15 minutes (débit de transfert des données 38,7 bits par seconde) et celles-ci sont disponibles au bout de 30 minutes. Contepartie du champ de vue étendu la résolution spatiale est de 65 secondes d'arc contre 33 secondes d'arc pour CCOR-1. L'instrument a une masse de 22,1 kilogrammes et une consommation électrique de 14,2 watts. 

#### Détecteur ions STIS
L'instrument STIS (Supra Thermal Ion Sensor) fourni par le laboratoire Space Sciences Laboratory de l'Université de Californie est chargé d'analyser in situ les ions suprathermiques (25-6000 keV) et les électrons (énergie comprise entre 25 et 250 keV) du vent solaire. Il est constitué de deux télescopes dont l'ouverture est 80x60°. Les mesures sont effectuées toutes les 16 secondes et le temps de latence est de 300 secondes. L'instrument a une masse de 2,3 kilogrammes et consomme 3,8 watts.

#### Magnétomètre MAG
Le magnétomètre MAG fourni par le laboratoire Southwest Research Institute doit mesurer in situ les fluctuations du champ magnétique interplanétaire. Il permet de mesurer un champ magnétique d'une intensité de +/-440 nT. Il effectue ces mesures avec une fréquence de 8 hertz et le temps de latence est de 300 secondes. L'instrument a une masse de 650 grammes et consomme 1,7 watt. 

#### Détecteur rayons X XFM
- XFM (X-ray Flux Monitor) mesure les émissions de rayons X produits par le Soleil. XFM est conçu par un consortium d'entreprises finlandaises ISAWARE. L'instrument sera également embarqué sur l'observatoire Vigil de l'Agence spatiale européenne.

Instruments
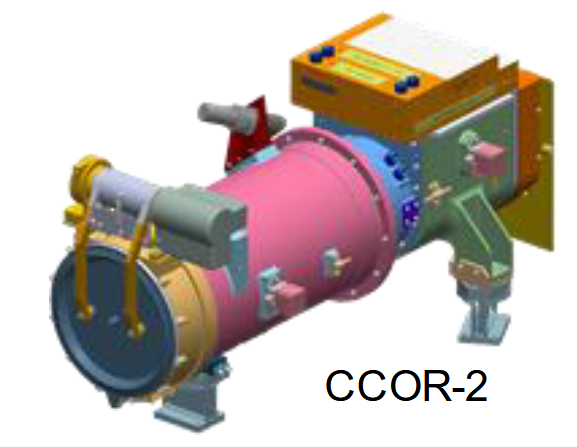
Coronographe CCOR-2
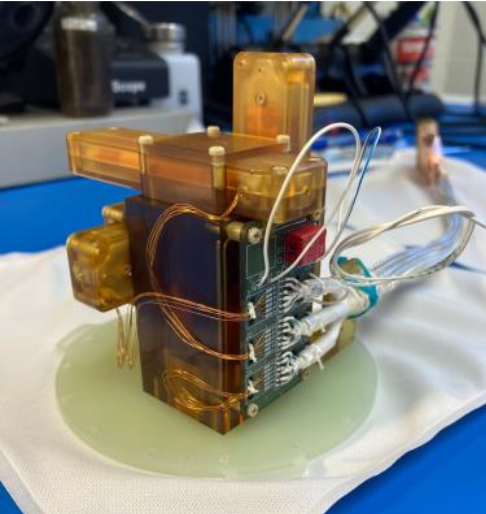
Magnétomètre MAG
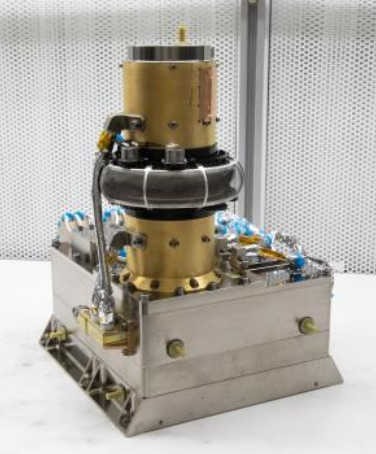
Détecteur plasma du vent solaire SWIPS
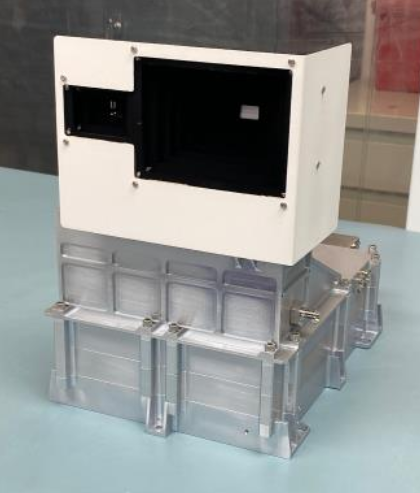
Détecteur ions STIS

## Déroulement de la mission
Le satellite doit être lancé dans l'espace vers 2025 avec la sonde spatiale Interstellar Mapping and Acceleration Probe et placé au point de Lagrange L1 du système Terre-Soleil. Ce point où les influences gravitationnelles de la Terre et du Soleil se compensent se situe sur la droite reliant ces deux corps célestes à 1,5 million de kilomètres de la Terre. L'observatoire spatial pourra ainsi observer sans obstruction les éjections de vent solaire avant qu'elles n'arrivent au niveau de la Terre. La mission européenne Vigil sera elle placée au point de Lagrange L5 situé à 1,5 million de kilomètres de la Terre sur un axe faisant 60° avec la droite Terre-Soleil en arrière de la Terre (par rapport à son sens de rotation). Cette position permettra de disposer d'une image stéréoscopique du Soleil en combinant les données produites par les instruments de Vigil et de SWFO-L1.